# Упіс (міфологія)
У́піс (дав.-гр. Οὖπις, трансліт. Oûpis) або О́пис (дав.-гр. Ὦπις, трансліт. Ôpis) — у грецькій і римській міфології гіперборейська німфа, донька бога вітру Борея. Упіс разом зі своїми сестрами спустилася з Гіпербореї і пішла на острів Делос, де стала служницею богині Артеміди.

## Сім'я
Упіс була дочкою Борея, бога північного вітру, від матері без імені. У неї були брати й сестри.

## Міфологія
Діва Упіс разом зі своїми сестрами (Арге, Гекарге та Локсо залежно від автора) були першими, хто залишив Гіперборею та прибув на Делос разом із делійськими богами Артемідою та Аполлоном, перш ніж це зробили Гіперохія та Лаодіка, які принесли жертву, обіцяну богині пологів Ілітії за народження близнюків. Упіс та інші запровадили поклоніння Аполлону й Артеміді й таким чином отримали великі почесті від делійців. Жінки Делосу співали їм гімни та приносили дари впродовж всього їхнього життя.
Упіс часто супроводжував Артеміду в її різноманітних походах лісом; вона була присутня, коли мисливець Актеон випадково наткнувся на Артеміду та інших дів, які купалися оголеними, і був перетворений на оленя за свій серйозний проступок. Іншого разу велетень Оріон приєднався до Артеміди як товариш по полюванню, а потім зґвалтував Упіс, тож Артеміда в покарання застрелила його своїми стрілами.
В «Енеїді» Артеміда наказує Упіс помститися за смерть однієї зі своїх фавориток, амазонки-воячки Камілли, яку вбив у битві етруський Аррунт. Упіс стала свідком смерті Камілли та оплакувала її, а потім за вказівкою Артеміди убила Аррунта стрілою.
Вважалося, що Упіс — це ім'я міфічної істоти, яка виховала молоду Артеміду, і його можна ототожнити з донькою Борея. У зв'язку з цим Цицерон говорить про чоловіка Упіс, який став батьком «третьої» Артеміди/ Діани.

## Культ
Могила Упіс на Делосі була місцем культу, куди після жертвоприношення кидали попіл спалених стегнових кісток. Крім того, молоді дівчата пропонували їй у жертву пасмо свого волосся, тоді як хлопці пропонували волосся, що росте на їхніх щоках. Делоський культ, який, здається, включав кілька божеств, пов'язаних з Артемідою та пологами (наприклад, Ейлітію), ймовірно, сягає архаїчного періоду. В Ефесі «Упіс» також був епітетом, під яким поклонялися Артеміді як богині пологів.
Насильство Оріона над Упіс може бути зображено на стародавньому рельєфному фризі гробниці в Таранто, який датується приблизно 300 роком до нашої ери.